# Phegopteris somai
Phegopteris somai là một loài thực vật có mạch trong họ Thelypteridaceae. Loài này được (Hayata) Tagawa miêu tả khoa học đầu tiên năm 1938.